# خوزه پادیا
خوزه پادیّـا (اسپانیایی: José Padilla‎؛ ‏ ۲۸ مهٔ ۱۸۸۹ – ۲۵ اکتبر ۱۹۶۰) آهنگساز، رهبر ارکستر، موسیقی‌دان و نوازنده پیانو اهل اسپانیا بود.
از فیلم‌هایی که وی در آن‌ها نقش داشته است، می‌توان به والنسیا و روشنایی‌های شهر اشاره نمود.